# Dendrotion setosum
Dendrotion setosum là một loài chân đều trong họ Dendrotionidae. Loài này được Lincoln & Boxshall miêu tả khoa học năm 1983.